# Auguste Chauveau

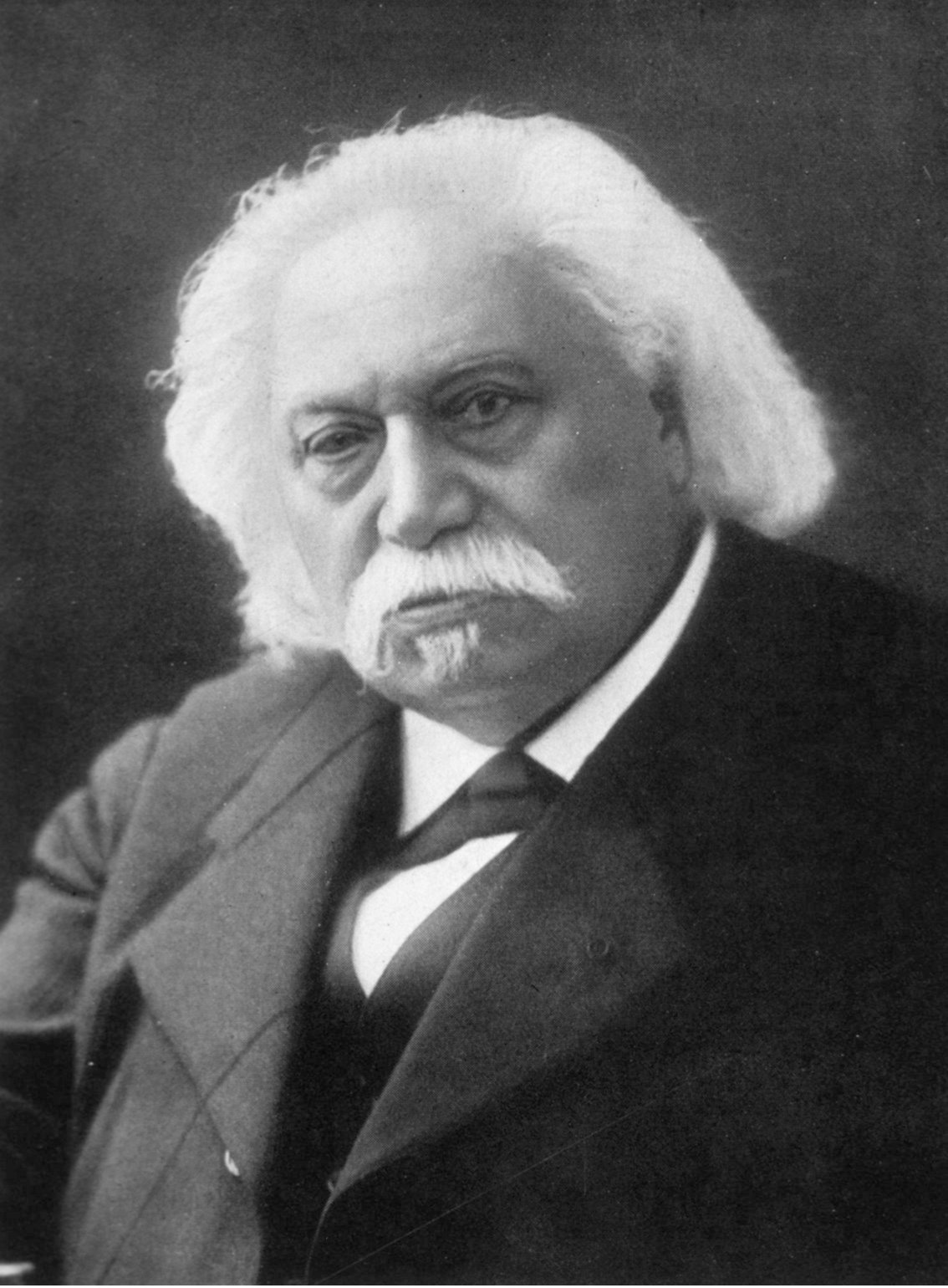
Auguste Chauveau

Jean-Baptiste Auguste Chauveau (* 21. November 1827 in Villeneuve-la-Guyard, Département Yonne; † 4. Januar 1917 in Paris) war ein französischer Tierarzt, Immunologe und Bakteriologe und Professor an der Ecole nationale vétérinaire in Lyon (ENVL), dazu Präsident der Académie des sciences und der Académie nationale de médecine. Unter anderem führte er den Herzkatheter in die physiologische Forschung ein. Clostridium chauvoei, der Erreger des Rauschbrands, ist nach ihm benannt.

## Biographie

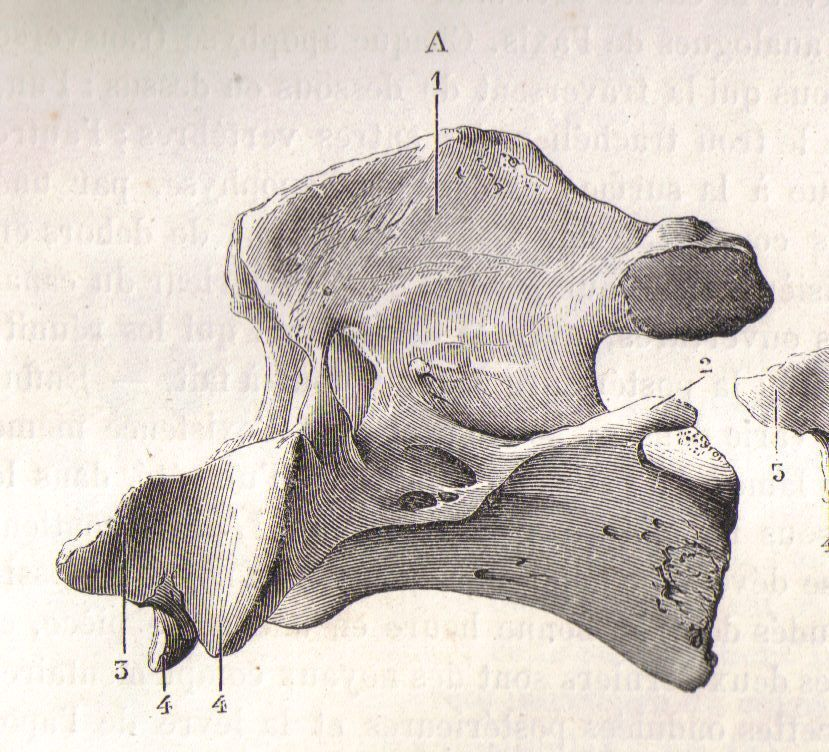
Seitliche Ansicht des Axis eines Pferdes; publiziert in Chauveaus Traité d'anatomie comparée des animaux domestiques.

Chauveau wurde am 21. November 1827 als Sohn eines Hufschmieds in Villeneuve-la-Guyard geboren. Ab 1844 studierte er Veterinärmedizin an der Tierarzneischule in Maisons-Alfort bei Paris, wo er seinen Lehrer Henri Marie Bouley beim Verfassen eines Werks über die Anatomie des Hufes unterstützte. Im Alter von 21 Jahren schloss er sein Studium an der ENVL in Lyon ab. Dort erhielt er eine Anstellung als Chef der praktischen Arbeiten in Anatomie und Physiologie.
1863 erhielt Chauveau eine Professur für Anatomie und Physiologie; im Jahr darauf heiratete er Justine Mery und wurde zum Mitglied der Académie nationale de médecine gewählt. 1875 erhielt er den Posten des Rektors der EVNL, ab 1877 war er für die Ausbildung in vergleichender und experimenteller Medizin verantwortlich und erhielt einen Ehrendoktor.
Bei der Entdeckung der Impfung gegen den Milzbrand 1880 verteidigte er seinen ehemaligen Schüler Henry Toussaint gegen Louis Pasteur, der behauptete, den Impfstoff zuerst entwickelt zu haben. Er belebte Toussaints Forschungsprojekt neu und konnte 1882 belegen, dass dessen Methode der Impfstoffherstellung tatsächlich älter war als diejenige Pasteurs.
Am 19. April 1886 wurde Chauveau als Nachfolger seines Lehrers Bouley in die Académie des sciences aufgenommen. Gleichzeitig wurde er Generalinspekteur der Tierarzneischulen Frankreichs und Professor für vergleichende Pathologie am Pariser Naturhistorischen Museum. Seine Aufgaben an der ENVL wurden von Chauveaus Schüler und Freund Saturnin Arloing übernommen. 1907 wurde Chauveau als Nachfolger von Henri Poincaré zum Präsidenten der Académie gewählt. Am 12. Mai 1889 wurde er als Auswärtiges Mitglied in die Royal Society aufgenommen. 1897 wurde er assoziiertes Mitglied der Académie royale des Sciences, des Lettres et des Beaux-Arts de Belgique.
1911 ließ sich Chauveau pensionieren, wurde im selben Jahr aber noch zum Präsidenten der Académie nationale de médecine gewählt. Er verstarb am 4. Januar 1917 in Paris.

## Forschungstätigkeit

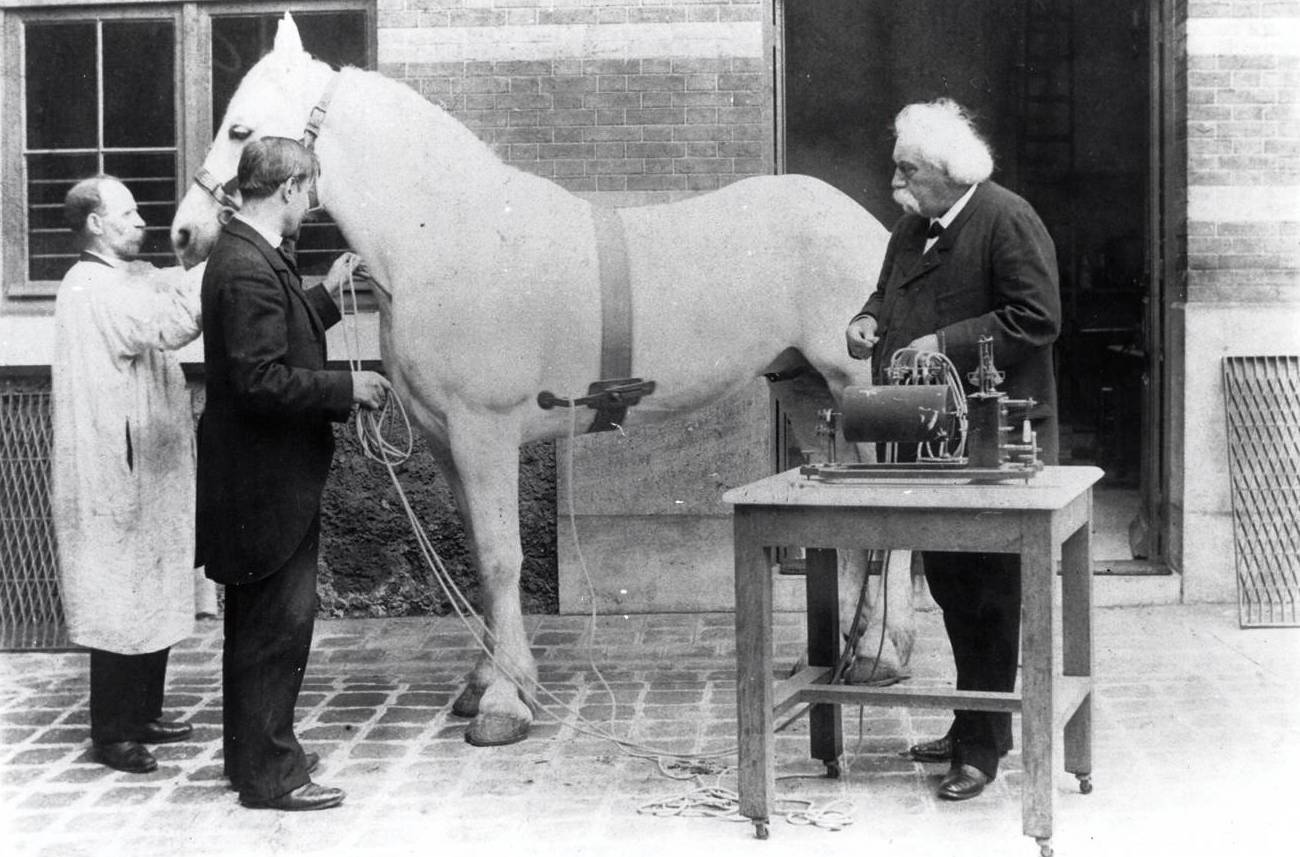
Chauveau mit Assistenten bei der Herzkatheteruntersuchung eines Pferdes

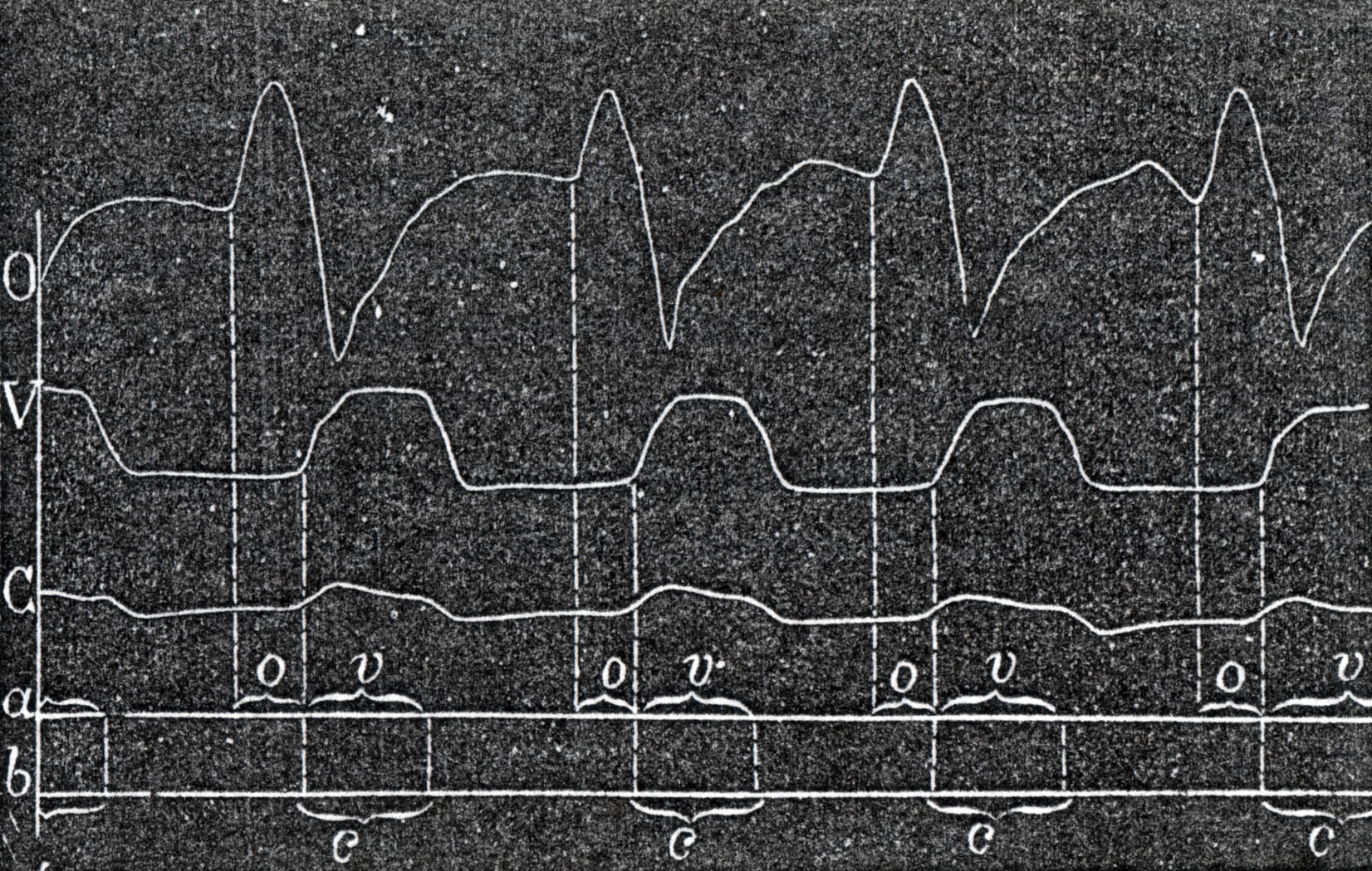
Durch Marey erstelltes intrakardiales Kardiogramm

Chauveaus Traité d'anatomie comparée des animaux domestiques, ein zuerst 1857 publiziertes Lehrbuch der Tieranatomie, wird auch heute noch als wichtiges Werk der Tiermedizin angesehen. Es war noch 50 Jahre nach der Erstauflage im Druck.
Ab 1855 forschte Chauveau zur Physiologie des Herzens. Zusammen mit Etienne-Jules Marey erforschte er den Mechanismus der Blutzirkulation, und gemeinsam mit diesem entwickelte er zwischen 1861 und 1863 die intrakardiale Kardiografie, bei der der Blutdruck innerhalb des Herzens mittels Herzkathetern gemessen wird. Dazu führte er in jede Herzseite einen Katheter ein: Die linke Herzkammer erreichte er über die Arteria carotis externa, die rechte über die Vena jugularis externa. Durch diese Forschungen konnte er die Theorien Beaus widerlegen, wonach die Herztöne während der Diastole entstünden. Marey und Chauveau publizierten basierend auf ihren Experimenten 1862 und 1863 zwei Bücher über das Herz-Kreislauf-System.
1865 ging Chauveau zum Studium eines Ausbruchs der Rinderpest nach England. Hier entdeckte er die Möglichkeit der Ansteckung über den Verdauungstrakt und stellte die Hypothese auf, dass eine solche Ansteckung auch zwischen verschiedenen Arten stattfinden könne. Gegen 1866 entwarf er eine Theorie über verschiedene Viren und den Einfluss verschiedener Ansteckungswege auf deren Virulenz. Durch die Reproduktion von Toussaints Arbeit zum Milzbrand gelang ihm der Nachweis, dass dieser zuerst einen Impfstoff gegen die Krankheit entwickelt hatte.
Aufgrund seiner Forschungen über Infektionen empfahl Chauveau ab 1872 die Einführung einer systematischen Fleischbeschau und betrieb die Aufnahme einer solchen in den Lehrplan der französischen Tierarzneischulen.

## Auszeichnungen und Ehrungen
Am 4. August 1907 wurde Chauveau zum Großoffizier der Ehrenlegion ernannt. 1926 wurde ihm zu Ehren in Lyon eine Statue errichtet und eine Straße nach ihm benannt.

## Werke (Auswahl)
- Auguste Chauveau (1827–1917) et l’essor de l’énergétique dans la physiologie française au tournant du siècle
- Chauveau, A. Exposé des titres scientifiques de A. Chauveau, Lauréat de l'Institut. Paris : imprimerie A. de Martinet. 1863.
- Chauveau, Auguste Jean Baptiste. Exposé des titres scientifiques de M. A Chauveau... candidat à la place vacante dans la section d'économie rurale de l'Académie des sciences. Paris : Asselin et Cie. 1886.
- Revue scientifique 1917 auf Gallica.fr